# Sinum cymba
Sinum cymba (denominada, em inglês, boat ear moon snail ou simplesmente boat ear moon) é uma espécie predadora de molusco gastrópode marinho do leste do oceano Pacífico, nas costas da América do Sul até o Chile, incluindo Galápagos, e sul da América Central, no Panamá; pertencente à família Naticidae da ordem Littorinimorpha. Foi classificada pelo malacologista alemão Karl Theodor Menke, em 1828, com o nome Natica cymba.

## Descrição da concha e hábitos
Concha de abertura ampla, castanha e lisa; com coloração externa castanho-purpurea a pálida, cinzenta ou branca, sobre sua superfície de brilho ceroso, dotada de finas linhas espirais. Espiral baixa e com até 7 centímetros de comprimento, quando desenvolvida; terminada em uma volta ampla. Por baixo não há o umbílico. Lábio externo fino e anguloso.

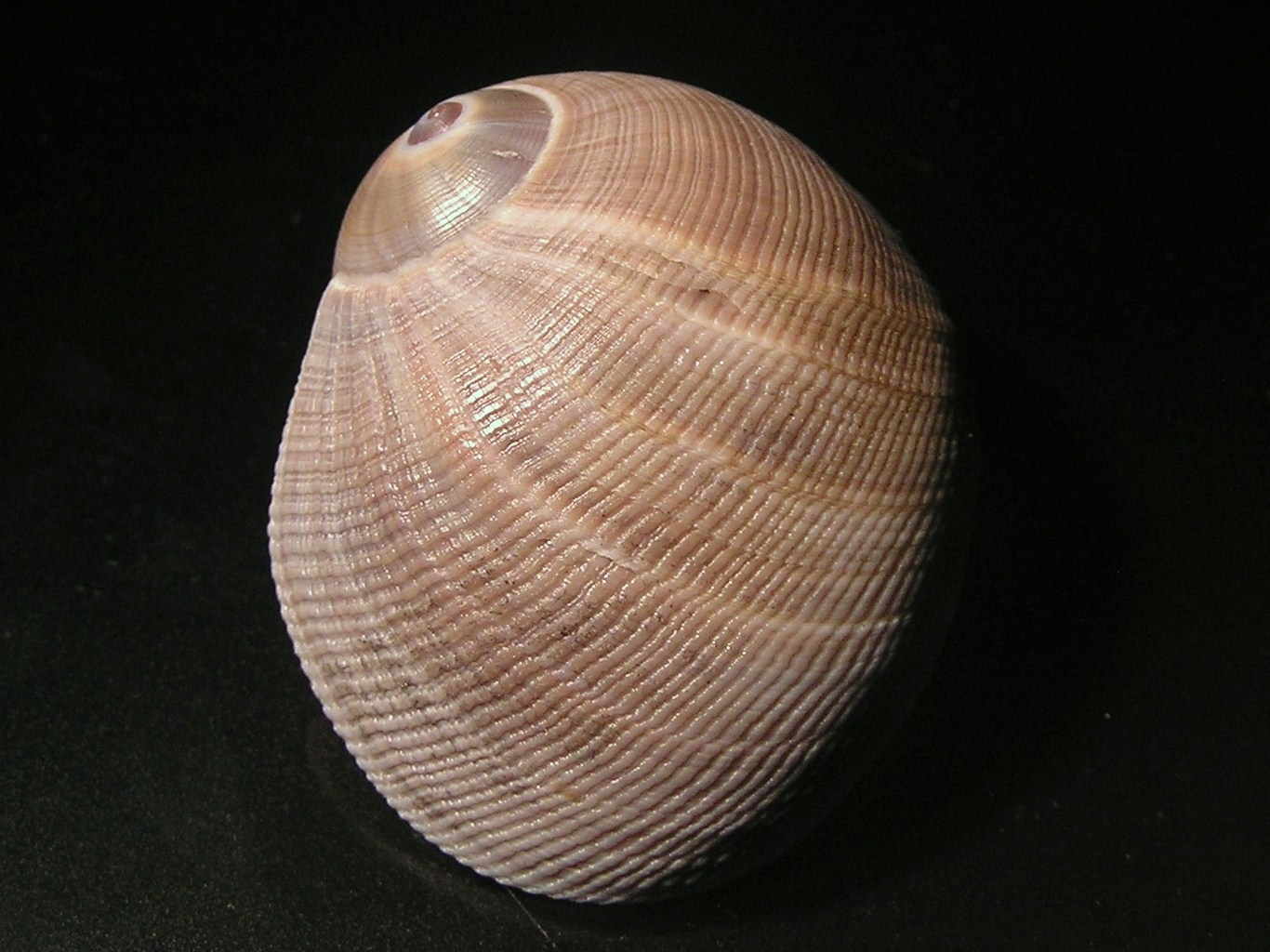
A concha de Sinum cymba (Menke, 1828)[1] e suas finas linhas espirais.

A espécie vive em águas frias e de pouca profundidade.

## SubfamíliaSininae
Os Naticidae da subfamília Sininae possuem espiral baixa e abertura ampla ou tão ampla a ponto de serem confundidos com abalones sem perfurações; possuindo conchas de formato auriforme (em forma de orelha). Possuem um opérculo córneo muito pequeno.